# Palazzo Marsico
Il palazzo Marsico è un edificio storico della città di Potenza, situato in un piccolo largo del lato ovest del centro cittadino, nei pressi di via 4 novembre e via Mazzini.

## Storia
Il palazzo venne edificato nella metà del XIX secolo secondo il progetto dell'architetto Giuseppe D'Errico, su commissione di un'antica famiglia potentina, i Marsico, da cui l'edificio prende il nome.

## Architettura
Il fabbricato, che presenta un piano seminterrato con finestre a bocca di lupo ed un piano fuori terra, con la sua struttura massiccia domina il piccolo largo in cui è situato. L'ingresso principale presenta un portale a tutto sesto in pietra chiara, mentre le quattro finestre sono decorate da timpani. La facciata principale è suddivisa longitudinalmente da sei paraste in mattoni, sormontate da capitelli che supportano una trabeazione modanata; un piccolo bugnato ed un coronamento sui beccatelli completano le decorazioni del prospetto principale. L'uso congiunto di pietra e laterizi conferisce una suggestiva variabilità cromatica all'edificio, che risulta di chiaro gusto neoclassico.